# Karl-Erik Grahn
Karl-Erik Vilhelm Grahn, född den 5 november 1914 i Jönköping, död den 14 mars 1963 i Borås, var en allsvensk fotbollsspelare (anfallare) och senare tränare som tre gånger blev svensk mästare som spelare (1936, 1939 och 1940) och en gång som tränare (1961). Vid samtliga tillfällen var klubben i fråga IF Elfsborg.
Grahn var med under större delen av Elfsborgs storhetstid från andra halvan av 1930-talet och första halvan av 1940-talet och hann med att spela 346 matcher och göra 57 mål i Allsvenskan innan han efter den aktiva karriären blev tränare för Boråsklubben. Efter att ha lämnat föreningen 1952 återkom han 9 år senare för en andra period och ledde då, som nykomlingar, laget till en ny seger i Allsvenskan. Grahn är därmed en av få som blivit svensk mästare både som spelare och som tränare.
Grahn spelade även 41 landskamper och deltog bland annat i OS 1936 i Berlin vid förlustmatchen i första omgången mot Japan. Han var även uttagen till VM 1938, men blev skadad och ersattes av Gais Sven Jacobsson. Hans bror, Evert Grahn, spelade också fotboll i Elfsborg.